# مسجد كوراي تاجي
مسجد كوراي تاجي (بالإندونيسية: Masjid Kurai Taji)‏ هو واحد من أقدم المساجد في إندونيسيا، وتقع في بلدة بدوسنان التابعة إدارياً إلى إقليم باريامان غرب سومطرة.

## البناء
تم بناء مسجد كوراي تاجي بشكل كامل من قبل قرويين وسكان بلدة بدوسنان وذلك في عام 1900، وتم البناء أيضا من خلال إشراك قادة المجتمع المحلي، المسجد مثل معظم المساجد القديمة في الأرخبيل.